# Teletón 2017 (Chile)
La Teletón 2017 fue la vigésima novena versión de la campaña solidaria que se realizó en Chile, la cual buscó recaudar fondos para la rehabilitación de personas con deficiencias motrices. El evento se llevó a cabo desde el Teatro Teletón a partir de las 22:00 h del viernes 1 hasta las 21:05 h del sábado 2 de diciembre, y desde el Estadio Nacional Julio Martínez Prádanos desde las 22:01 h en su recta final, y nuevamente se prolongó por alrededor de 28 horas. La niña símbolo o «embajadora» de esta edición fue Amylee Olivia.
El lema de esta edición fue «El abrazo de todos», aludiendo al eslogan de campaña de Michelle Bachelet "El Chile de Todos" Presidenta de la República de Chile al igual que en la versión anterior de las llamadas 27 horas de amor, la necesidad de unión en medio de un escenario de crisis económica, sumado a una creciente polarización política y social que se vive en el país, especialmente en medio de una tensa campaña electoral.
Como dato anecdótico y a la vez relevante, es el hecho de que fue la primera Teletón que se efectuó en año de elecciones presidenciales y parlamentarias en Chile. Con excepción de 1983, 1984 y 1986, históricamente la campaña solidaria no se efectuaba en años donde se realizaban elecciones (1989, 1993, 1997, 1999, 2001, 2005, 2009 y 2013) con el fin de evitar que la Teletón fuera utilizada como plataforma electoral por los candidatos a la presidencia y al parlamento, sin embargo ese año fue la excepción, con lo cual se puso fin a 34 años de interrupciones de esta índole.
Pasadas 27 horas, a la 01:15 del domingo 3 de diciembre, y luego de 27 horas y 22 minutos de transmisión ininterrumpida, el monto recaudado durante la jornada solidaria fue de CL$ 32 522 991 111 (US$ 48 547 284,63), superando en un 1,50 % la meta propuesta. El 26 de diciembre, el gerente general del Banco de Chile Eduardo Ebensperger, el presidente del Directorio de la Fundación Teletón Daniel Fernández y la directora ejecutiva Ximena Casajeros, entregaron la cifra final alcanzada en esta campaña, llegando al total de CL$ 35 140 164 263 (US$ 52 453 956,36), que representa un 9,68 % por sobre la meta trazada.

## Campaña

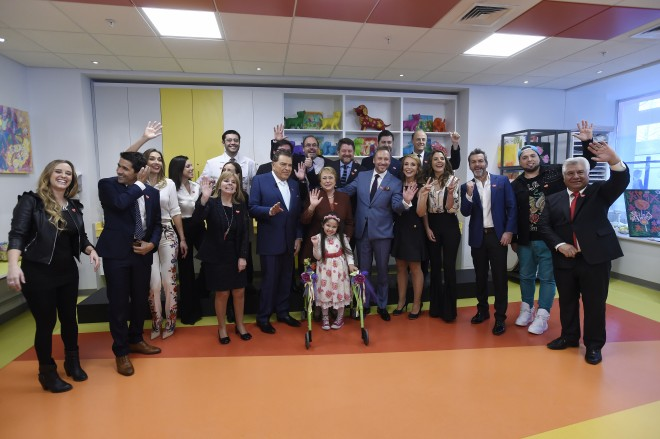
Autoridades, presentadores y artistas en el lanzamiento de la Teletón 2017.

### Lanzamiento
El lanzamiento de la campaña fue el 5 de septiembre, en la cual se inauguró de la nueva ampliación del Instituto Teletón Santiago. En la actividad, se presentó el himno de la campaña, que incluye el lema «Teletón, el abrazo de todos», interpretado por Rigeo.

### Antecedentes
El 16 de noviembre se dieron a conocer los nombres de varios de los artistas internacionales que participarían en la jornada, y el director responsable de la transmisión televisiva, Álex Hernández (CHV), señaló que entre las novedades que tendría la versión, es que «por primera vez se construirá un escenario 360 que permitirá a los asistentes una visión completa del espectáculo, incluso para quienes se sientan en las graderías de la tribuna Andes» del Estadio Nacional.
El 21 de noviembre, en una reunión de trabajo realizada en el Instituto Teletón de Santiago, y liderada por Don Mario Kreutzberger, los principales animadores de la televisión chilena y embajadores de la cruzada solidaria, revisaron las principales novedades que tendrá la transmisión televisiva. La actividad, además contó con la participación de Ximena Casarejos, Directora Ejecutiva de Fundación Teletón y Patricio López, director general del programa, quienes anunciaron los contenidos de los distintos bloques, de la mesa digital y también aquellas actividades que los animadores cubrirán por todo el país.

«Por ello durante esta reunión de trabajo hemos querido transmitirles el importante rol que cumplen y la responsabilidad que significa cuidar y hacer crecer esta obra que es un patrimonio del país. Ellos son líderes de esta causa, así como queremos que cada chileno se sienta parte y renueve su compromiso, este 1 y 2 de diciembre, con las más de 30 mil familias que atendemos cada año en los 14 institutos del país».
Mario Kreutzberger

Entre el sábado 25 y domingo 26 de noviembre se inició al reparto de entradas para el show de cierre en el Estadio Nacional, mientras que para asistir a los bloques del programa en el Teatro Teletón y en el Teatro Caupolicán se entregaron el lunes 27 y martes 28 de noviembre. La entidad organizadora proyecto poder repartir 42 mil entradas para el bloque de clausura de la campaña, y 3 mil entradas en el Teatro Teletón e idéntica cifra en el Caupolicán.
Por tercera versión consecutiva, se realizó a las 11:00 h del viernes 1 de diciembre la «Matinatón». Los programas matinales Bienvenidos (Canal 13), Muy buenos días (TVN), Mucho gusto (Mega), La mañana (Chilevisión) y Hola Chile (La Red) se juntaron en las horas previas a la cruzada solidaria para realizar este bloque especial junto con Don Francisco. En esta oportunidad, el equipo de Hola Chile fue el anfitrión.

### Gira Teletón
La gira comenzó el 8 de noviembre y fue transmitida vía streaming por el sitio web de la Teletón y también vía Facebook Live. En su tramo norte, la gira realizó presentaciones en las ciudades de:
- Arica: 8 de noviembre
- Iquique: 9 de noviembre
- Antofagasta: 10 de noviembre
- Calama: 11 de noviembre
- La Serena: 12 de noviembre

Tras un breve descanso, la delegación retomó su periplo hacia el sur en el llamado «tren de la solidaridad». El tramo comprendió las ciudades de:
- Talca: 22 de noviembre
- Concepción: 23 de noviembre
- Temuco: 24 de noviembre
- Valdivia: 25 de noviembre
- Puerto Montt: 26 de noviembre

Además, y como ya es tradición desde la gira del año 2012, se hicieron algunas paradas de día en ciudades intermedias, en donde parte de la delegación realizó presentaciones. Estos «mini shows» se efectuaron en:
- Buin, Rancagua, Rengo, San Fernando, Chimbarongo y Curicó: 22 de noviembre
- Linares, Parral, Chillán y San Rosendo: 23 de noviembre
- Renaico, Collipulli y Victoria: 24 de noviembre
- San José de la Mariquina y Máfil: 25 de noviembre
- Osorno: 26 de noviembre

## Participantes
| - Camila Gallardo - Consuelo Schuster - Daniela Castillo - Fernando Ubiergo - Francisco Sazo - Los Charros de Lumaco - Los Jaivas - Marcelo Hernández - María Colores - Power Peralta - Rigeo (intérprete del himno oficial «Teletón, el abrazo de todos») - Sinergia - Sonora Palacios - Stefan Kramer - Tomo Como Rey - La Combo Tortuga - Soledad - Pimpinela - Lali Espósito - Los Nocheros - Sebastián Yatra - Piso 21 - Adrián Martín Vega - Álex Ubago - Pablo Alborán - Jesse & Joy - Sofía Reyes - Joey Montana - Zion & Lennox - Carlos Baute - Chyno Miranda - Nacho | - Mario Kreutzberger Don Francisco - Rafael Araneda - Cecilia Bolocco - Diana Bolocco - Martín Carcamo - Karla Constant - Íngrid Cruz - Carolina de Moras - Karen Doggenweiler - Julián Elfenbein - Cristián de la Fuente - Luis Jara - Nicolás Lacoste - Kike Morandé - Katherine Salosny - Cristián Sánchez - Tonka Tomicic - Julia Vial - José Miguel Viñuela - Gonzalo Ramírez (Arica) - Ignacio Franzani (La Serena) - Scarleth Cárdenas (Concepción) - Eduardo de la Iglesia (Valdivia) - Carmen Gloria Arroyo (Coyhaique) - Daniel Fuenzalida | - Andrea Aristegui - Matias del Río - Ignacio Gutiérrez - Daniela Castro - Francisca "Kika" Silva - Germán Schissler - Roberto Van Cauwelaert - Valeria Ortega - Gino Costa - Emilia Daiber - Rocío Marengo - Nachito Pop - Fernando Godoy (Regiones de Arica-Parinacota y de Tarapacá) - María Luisa Godoy (Región de Antofagasta) - Evelyn Bravo (Región de Atacama) - Jennifer Warner (Región de Coquimbo) - Karen Bejarano (Región de Valparaíso) - Juan Pablo Queraltó (Región del Libertador General Bernardo O'Higgins) - Angélica Castro (Región del Maule) - Karol Lucero (Regiones del Bío-Bío y de La Araucanía) - Macarena Venegas (Regiones de Los Lagos y de Los Ríos) - Óscar Álvarez (Regiones de Aysén y de Magallanes) - Francisco Saavedra (Región Metropolitana) y Aplicaton - Fernando González (Mesa Digital Internacional) - Jorge Gómez (Remates) - ADN Radio Chile - Radio Cooperativa - Radioactiva - Candela FM - Radio Carolina - Radio La Clave - Disney Chile |

## Transmisión
La transmisión del evento se realizó en conjunto por todos los canales de televisión agrupados en ANATEL: 
- TVN/TV Chile
- Mega/Mega Internacional (internacional)[nota 1]
- Chilevisión
- Canal 13/13i/T13 Móvil
- UCV Televisión
- Telecanal
- La Red
- Canal 22

El 17 de julio de 2014, La Red renunció a su afiliación a ANATEL, sin embargo se mantiene en la transmisión de la Teletón.
El evento también fue transmitido en vivo por el canal oficial de Teletón en YouTube.

### Programación
El evento estuvo compuesto por los siguientes bloques:
| Horario                                | Bloque           | Contenido y presentaciones musicales |
| -------------------------------------- | ---------------- | --- |
| 22:00 - 02:30                          | Obertura         | La transmisión se inició con un vídeo de saludo de los canales asociados a ANATEL en ocasión de los 60 años de la televisión chilena. Luego del mensaje de apertura, se mostró al embajador símbolo del año pasado, Vicente Jopia, y a Amylee Olivia en un vídeo introductorio. En el kilómetro 0 de Valparaíso comenzaron las llamadas «27 horas de amor», donde bajo el tema «La joya del Pacífico», destacados cantantes nacionales integraron la campaña solidaria. Ya en el Teatro Teletón, Mario Kreutzberger hizo menciones especiales a la Presidenta de la República Michelle Bachelet, al presidente de ANATEL, a los candidatos presidenciales Sebastián Piñera y Alejandro Guillier, y al presidente del directorio de Mega por su colaboración en la organización de la obertura. También se hizo el tradicional aporte de la familia Luksic, que en esta oportunidad fue hecha en este bloque y fue por 3 mil millones de pesos. - Presentaciones musicales - Francisco “Pancho” Sazo, Daniela Castillo, Consuelo Schuster, Manuel García, Lalo Ibeas, Kanela, María Colores, Orfeón de la Armada de Chile, Sonora Barón — «La joya del Pacífico» (original de Lucho Barrios - en Valparaíso) - Tomo Como Rey — Orquesta inicial en el Teatro Teletón - Carlos Baute — «Vamo' a la calle» - Los Jaivas — Homenaje a Violeta Parra - Stefan Kramer, Óscar Álvarez — Acto Humorístico / «Deja que te bese» (cover para Teletón) - Power Peralta — Coreografía de «La Vida» de Calle 13 |
| 02:30 - 06:30                          | Noche Teletón    | Bloque de trasnoche que presentaron Kike Morandé, José Miguel Viñuela, Diana Bolocco y Karla Constant, cuyos segmentos fueron: - Humor: Sketch humorístico que reunió a los rostros de televisión Eduardo Fuentes, Paul Vásquez, Rodrigo Villegas, Belén Mora, Yamila Reyna, Nacho Pop y Óscar Álvarez. Basada en una parrillada donde se reúne un grupo de amigos, La Parrillatón del Humor, por primera vez se interactuó con los usuarios de Twitter, mientras se realizaba la puesta en escena. - Vedetón: Tradicional segmento de trasnoche, que en este año se transformó en un trío vedetón, llamado «Los Triángulos de Fuego». Participaron 5 tríos de rostros y artistas, que representaron escenas de famosas películas. Las parejas fueron: - Paloma Fiuza, Pascual Fernández y Álex Consejo («Un amor rápido y furioso») - Francisca Undurraga, Abraham García y Betsy Camino («Amores Opuestos») - Bruno Zaretti, Yuli Cagna y Monserrat Torrent («Pasión contra las cuerdas») (ganadores) - Yann Yvin, Nataly Chilet y Dominque Lattimore («El domador de fieras») - Lisandra Silva, Matías Vega y Rodrigo Goldberg («La bodeguita del placer») Paralelamente a estos segmentos se realizó el Carpool-ton, inspirado en el Carpool Karaoke de James Corden; que esta vez fue presentado por Daniel Fuenzalida, quien recorrió en un automóvil diferentes puntos de Santiago, trasladando a artistas y animadores a los diferentes eventos de Teletón, y visitando las sucursales del Banco de Chile. - Presentación musical - Sonora Palacios — «Despacito» (cover de Luis Fonsi y Daddy Yankee) |
| 06:30 - 12:57                          | Mañana Teletón   | Comenzó con el «Amanecer de Chile» y los animadores, que transmitieron en vivo desde un escenario ubicado en el techo del Teatro Teletón. Se desarrolló un desayuno campestre en Linderos, a la cual asistió Mario Kreutzberger. La mañana tuvo un espacio muy esperado por la familia, dedicado a los niños, donde se presentaron los ganadores de “Talento Teletón”, elegidos en la gira 2017, siendo la ganadora la pequeña Séreley Cuadra. En este horario se realizó, además, la tradicional corrida Teletón por la Alameda, y que contó con importantes rostros de la televisión que llegaron a levantar el ánimo. Posteriormente se realizó el tradicional bloque infantil desde el Teatro Caupolicán a cargo de Rafael Araneda y Tonka Tomicic. - Talento Teletón - Séreley Cuadra (Calama, 54%) - Los Prims (Antofagasta, 10%) - Girly Music (Concepción, 10%) - Nelson Venegas (Temuco, 26%) - Presentaciones musicales / artísticas - La Combo Tortuga — Medley («El Chicharra», «Soy feo pero rico») - Iván Alejandro — «Una Nueva Vida» (Teatro Caupolicán) - Vicente Jopia — Coreografía de «Get Down» (Desayuno en Linderos) - Álex Ubago — «Míranos», «Aunque no te pueda ver» - Lali Espósito — «Soy», «Ego», «Una na» (Teatro Caupolicán) - Joey Montana — «Picky», «Suena el Dembow» (Teatro Caupolicán) - Pica Pica — «El baile de la fruta», «El pollito» (Teatro Caupolicán) - Los Tachuelas y Pastelito (Teatro Caupolicán) - Augusto Schuster — «Cómo se llama» |
| 12:57 - 13:35                          | Mediodía Teletón | Segmento de intermedio donde hubo donaciones y se mostraron algunas historias de esfuerzo y superación para motivar a los chilenos a colaborar con la campaña solidaria. - Presentación musical: - Sinergia — Medley («Mi señora», «Lo vamos a pasar bacán», «Te enojái' por todo») |
| 13:35 - 14:07                          | Noticias Teletón | Bloque de noticias con Constanza Santa María (Canal 13), Juan Manuel Astorga (TVN), Claudia Salas (Mega) y Karim Butte (Chilevisión) desde el estudio de Ahora noticias de Mega con las últimas informaciones de Chile y del mundo, y de lo que estaba ocurriendo con respecto a la jornada solidaria. |
| 14:07 - 17:00                          | Tarde Teletón    | En este bloque se realizó desde el teatro la Radiotón, con los principales éxitos musicales del año, interpretados por imitadores de famosos cantantes, siendo presentados por diferentes locutores de las radios del país. Entre los temas que sonaron fueron: - Artistas en la Radiotón - Imitadores de Maluma y Shakira — «Chantaje» - Imitador de Ricky Martin — «Vente p'acá» - Imitador de Luis Fonsi — «Despacito» Además se efectuó la «Desafiatón» desde el Parque Araucano, en la que conocidos rostros, artistas y animadores se unieron a famosos deportistas para competir en diversas disciplinas deportivas, las que consistieron en pruebas de fuerza y destreza. En la semifinal clasificaron los equipos rojo y azul. En el último desafío triunfó el equipo azul, ante la presencia de los Halcones de la Fuerza Aérea de Chile. Los participantes que estuvieron en esta actividad fueron: - Miembros de la Desafiatón - Equipo Rojo: Vivi Rodrígues, Pascual Fernández, Héctor Arriagada (finalistas) - Equipo Amarillo: Vilma González, Felipe Lasso, Sebastián Núñez - Equipo Azul: Gianella Marengo, Gonzalo Vega, Hernán García (ganadores) Además se presentó la historia de la niña símbolo de esta edición, Amylee Oliva, siendo presentada momentos previos a la final de la Desafiatón. - Presentación musical - Chumbekes — Medley («El cable», «María Cristina», «El mono de Florencia») |
| 17:00 - 21:05                          | Chile se Supera  | Último bloque desde el Teatro Teletón. Mario Kreutzberger con los demás animadores intentaron motivar a los chilenos a cooperar con la cruzada. Se exhibieron las últimas historias de esfuerzo y superación, y se entregaron las últimas donaciones en el teatro. - Presentaciones musicales - Carlos Cantillana — «Todos con la Teletón» (joven del instituto Teletón que interpretó un tema de su autoría) - Luis Jara y 330AM — «Enamorado» - Carlos Baute — «Te regalo» - Orfeones musicales de la Fuerza Aérea de Chile y Carabineros de Chile — «Medley» - Piso 21 — «Déjala que vuelva», «Besándote», «Me llamas en Acapella» - Daniela Zapata y Oscar Sanhueza — Campeones mundiales de baile en silla de rueda - Carlos Baute y Piso 21 — «Ando buscando un amor» - Soledad — Medley («Esperando tu regreso», «Como será», «El bahiano») - Natalino — Medley («Mírame», «Es fantástica») - Los Nocheros — «El Pim Pim», «Entre la tierra y el cielo» |
| Noticieros de cada canal (21:06-22:00) |                  | |
| 22:01 - 01:23                          | Cierre           | Bloque de clausura que se realizó en el Estadio Nacional Julio Martínez Prádanos, en donde estuvieron presentes todos los animadores y artistas que participaron durante la jornada solidaria. Se inició con un homenaje al ex preparador físico argentino de la selección chilena Luis María Bonini, quien falleció el 23 de noviembre de ese año. Como coanimadores de Mario Kreutzberger estuvieron Luis Jara, Tonka Tomicic, Carolina de Moras, Cristian Sánchez, Rafael Araneda, Karen Doggenweiler, Cecilia Bolocco, Katherine Salosny y Martin Cárcamo, quienes se presentaron luego de los actos iniciales de los músicos chilenos e internacionales. El escenario se aprecio desde todas las ubicaciones del recinto deportivo, pues se pudo ver en 360°. Al cumplirse la meta, y luego de la presentación de Sebastián Yatra y Nacho, la orquesta dirigida por Carlos Figueroa entonó el himno de alegria y con un show de fuegos artificiales, se dio por terminada la versión número 29 de la campaña solidaria. - Presentaciones musicales - Camila Gallardo, Gonzalo Yáñez, Isidora Guzmán, Augusto Schuster, Consuelo Schuster, Kanela, Carolina Soto, Luis Jara — «Fiesta en América» (cover de Chayanne) - Pablo Alborán — «Solamente tú», «Prometo» (versión piano) - Zion & Lennox — Medley («Pierdo la cabeza», «Embriágame», «Otra Vez») - Jesse & Joy — «Dueles», «Chocolate», «3 AM» - Marcelo Hernández, Fernando Ubiergo y Adrián Martín Vega — «Que canten los niños» (cover de José Luis Perales) - Manuel García — «La gran capital», «Reloj» - Sebastián Yatra — «Traicionera» - Joey Montana — «Picky» - Sebastián Yatra, Joey Montana — «Suena el dembow» - Lali Espósito — «Soy», «Boomerang», «Una na» - Chyno — Medley («Me voy enamorando», «Mi niña bonita», «Andas en mi cabeza», «Quedate conmigo») - Pimpinela — Medley («Olvídame y pega la vuelta», «A esa», «Valiente») - Sofía Reyes — «Llegaste tú», «Conmigo», «Muévelo» - Power Peralta - Nacho — Medley («No te vas», «Happy Happy», «Andas en mi cabeza», «Báilame») - Sebastián Yatra, Nacho — «Alguien robó» |

## Recaudación

### Cómputos parciales
Por tercer año consecutivo se utiliza el sistema tradicional de contabilización de las donaciones de empresas auspiciadoras, previamente utilizado entre 1978 y 2003, en el cual, la donación de cada auspiciador ingresa en el monto recaudado solamente cuando la empresa se presenta en el escenario del Teatro Teletón o en el Estadio Nacional.
| Hora            | Monto en pesos   | % meta   | Monto en dólares | Monto en euros  |
| --------------- | ---------------- | -------- | ---------------- | --------------- |
| 22:31           | $ 19 740         | < 0,01 % | $29,47           | € 27,64         |
| 00:17           | $ 4 067 658 977  | 12,69 %  | $ 6 071 821,55   | € 5 694 959,48  |
| 02:17           | $ 5 523 458 423  | 17,24 %  | $ 8 244 903,03   | € 7 733 163,49  |
| 06:50           | $ 6 777 774 238  | 21,15 %  | $ 10 117 228,58  | € 9 489 278,68  |
| 12:56           | $ 8 424 778 463  | 26,29 %  | $ 12 575 722,73  | € 11 795 180,54 |
| 17:03           | $ 9 762 446 150  | 30,46 %  | $ 14 572 468,15  | € 13 667 993,20 |
| 18:32           | $ 12 394 926 532 | 38,68 %  | $ 18 501 988,08  | € 17 353 619,06 |
| 19:02           | $ 14 877 911 525 | 46,43 %  | $ 22 208 357,25  | € 20 829 942,66 |
| 21:02           | $ 18 840 056 052 | 58,80 %  | $ 28 122 676,68  | € 26 377 175,76 |
| 23:27           | $ 21 134 764 617 | 65,96 %  | $ 31 548 003,38  | € 29 589 901,40 |
| 00:09           | $ 26 731 481 037 | 83,43 %  | $ 39 902 259,12  | € 37 425 630,36 |
| 00:46           | $ 29 350 103 205 | 91,60 %  | $ 43 811 093,94  | € 41 091 854,03 |
| 01:15           | $ 32 522 991 111 | 101,50 % | $ 48 547 284,63  | € 45 534 081,77 |
| 26 de diciembre | $ 35 140 164 263 | 109,68 % | $ 52 453 956,36  | € 49 198 276,62 |

### Aportes de marcas auspiciadoras

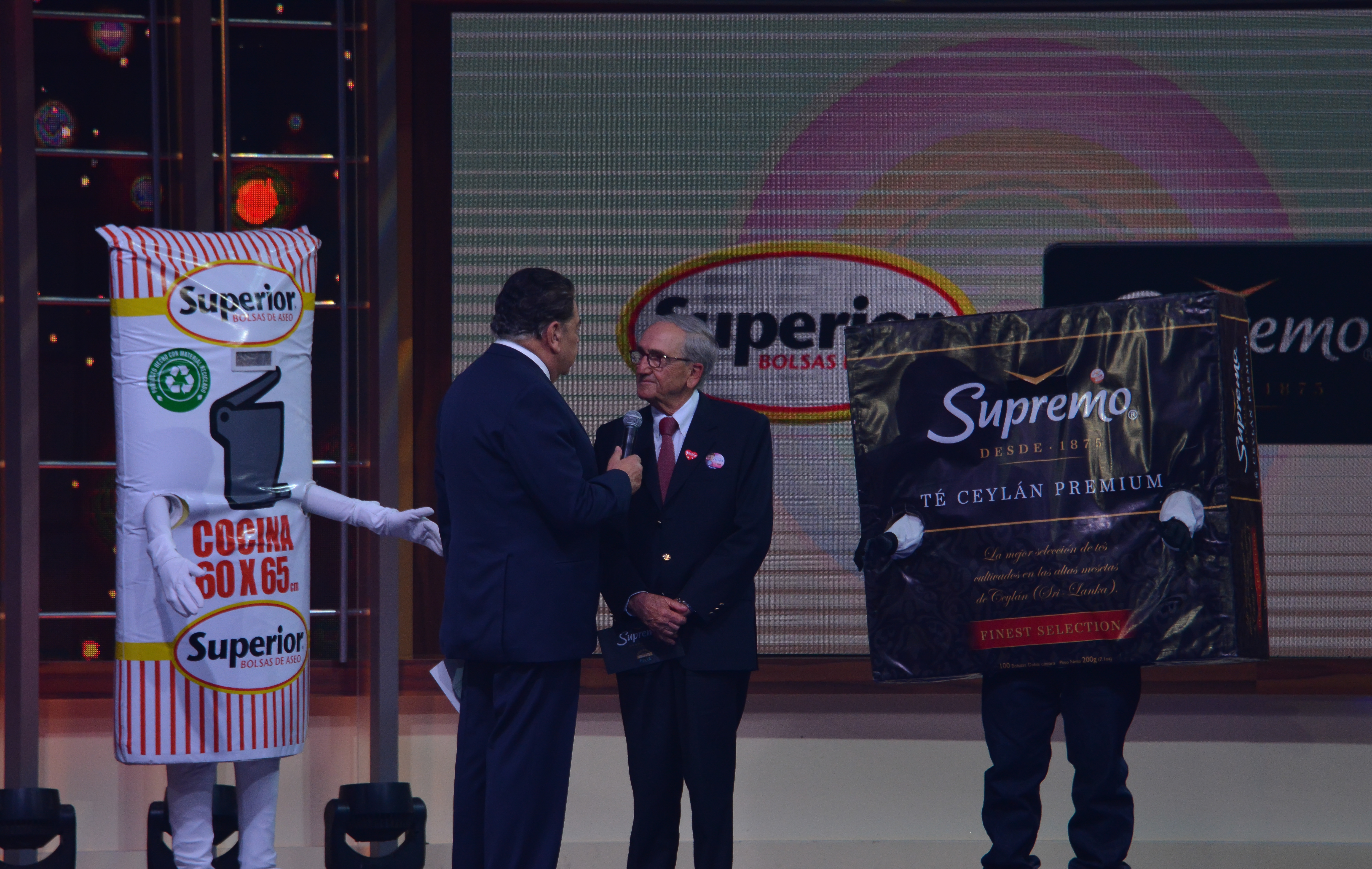
Luis Cambiaso (derecha), junto a Don Francisco, anunciando la donación de Cambiaso Hermanos en la obertura de la Teletón 2017. En la foto también aparecen dos «mascotas» de las marcas Superior y Té Supremo.

En esta versión fueron 22 las marcas auspiciadoras de la campaña:
| Marca           | Giro                     | Monto en pesos  | Monto en dólares | Monto en euros |
| --------------- | ------------------------ | --------------- | ---------------- | -------------- |
| Banco de Chile  | Banco                    | $ 1 350 000     | $ 2 015 153,96   | € 1 890 078,62 |
| Babysec         | Pañales                  | $ 500 000       | $ 746 353,32     | € 700 029,12   |
| Confort         | Papel higiénico          | $ 500 000       | $ 746 353,32     | € 700 029,12   |
| Cotidian        | Pañales para adultos     | $ 500 000       | $ 746 353,32     | € 700 029,12   |
| LadySoft        | Toallas femeninas        | $ 500 000       | $ 746 353,32     | € 700 029,12   |
| Nova            | Papel absorbente         | $ 500 000       | $ 746 353,32     | € 700 029,12   |
| Aceite Belmont  | Aceite                   | $ 141 703 185   | $ 211 521,28     | € 198 392,71   |
| Watt's          | Néctar                   | $ 133 387 368   | $ 199 108,21     | € 186 750,08   |
| Bilz y Pap      | Gaseosa                  | $ 811 245 160   | $ 1 210 951,03   | € 1 135 790,47 |
| Cachantún       | Agua mineral             | $ 811 245 160   | $ 1 210 951,03   | € 1 135 790,47 |
| Cerveza Cristal | Cerveza                  | $ 811 245 160   | $ 1 210 951,03   | € 1 135 790,47 |
| Claro           | Telecomunicaciones       | $ 337 121 885   | $ 503 224,07     | € 471 990,27   |
| Colún           | Productos lácteos        | $ 220 188 908   | $ 328 677,44     | € 308 277,30   |
| Copec           | Gasolinera               | $ 400 000       | $ 564 243,11     | € 529 222,02   |
| IANSA Cero K    | Edulcorante              | $ 160 700 000   | $ 239 877,96     | € 224 989,35   |
| LATAM Airlines  | Aerolínea                | $ 200 166 687   | $ 298 790,14     | € 280 245,02   |
| Omo             | Detergentes              | $ 186 757 131   | $ 278 773,61     | € 261 470,86   |
| Ripley          | Tiendas por departamento | $ 400 000       | $ 597 082,65     | € 560 023,30   |
| Soprole         | Productos lácteos        | $ 332 000       | $ 495 578,60     | € 464 819,33   |
| Superior        | Bolsa de basura          | $ 350 000       | $ 522 447,32     | € 490 020,38   |
| Té Supremo      | Té                       | $ 350 000       | $ 522 447,32     | € 490 020,38   |
| Tapsin M        | Farmacéutica             | $ 144 492 744   | $ 215 685,28     | € 202 298,26   |
| Total           | Total                    | $ 5 667 763 068 | $ 8 460 307,54   | € 7 935 198,40 |

### Tareas
La tareas de esta versión fueron las siguientes:
| Empresa           | Descripción | Estado  |
| ----------------- | --- | ------- |
| CCU               | CCU invitó a ser parte de las "27 toneladas de amor" realizada con el apoyo del Ministerio del Medio Ambiente. De cumplir la meta, CCU entregaría un importante aporte adicional a la Teletón, y de igualarse la meta del año pasado (42 toneladas) se entregaría otro aporte adicional. Finalmente, la meta se alcanzó, y superaron la meta con 50 toneladas de botellas, entregando un monto de $811 245 160, en conjunto a las ventas de sus productos y a la campaña "1 más 1". | Logrado |
| Banco de Chile    | "Corrida Teletón Banco de Chile", una corrida de 6,5K que se realizó en el centro de Santiago. El fin de esta acción fue invitar a la comunidad a participar y motivarlos a ser parte de esta tarea, con el objetivo de conseguir 10 000 corredores. De esta manera, Banco de Chile incrementará su aporte en el Estadio Nacional. La corrida comenzó a las 10:00 h del sábado 3 en la Alameda, frente al Palacio de La Moneda.                                                     | Logrado |
| Unimarc           | Se invitó a todos a dejar sus buenos deseos para los niños de la Teletón en los supermercados Unimarc del país. Aunque el aporte ya está comprometido, se aumentará la donación si se consigue la mayor cantidad de buenos deseos. En el último bloque, anunció que el supermercado hizo una donación total de $1 100 000 | Logrado |
| Apuesta (Unimarc) | A raíz de una apuesta realizada por un usuario de Twitter, Francisco Saavedra y José Miguel Viñuela acordaron realizar un minuto de risas en conjunto sin parar si es que una empresa se comprometía a donar 10 millones de pesos. Finalmente fue Unimarc quien decidió a pagar aquella cifra. | Logrado |

### Subastas
Las subastas que se hicieron fueron:
| Objeto                                                                       | Mayor oferta |
| ---------------------------------------------------------------------------- | ------------ |
| Camiseta selección chilena de Marcelo Díaz                                   | $ 850 000    |
| Camiseta del Real Madrid                                                     | $ 2 400 000  |
| Camiseta Pumas de Nicolás Castillo                                           | $ 700 000    |
| Camiseta del Equipo Deportivo Wanderers                                      | $ 450 000    |
| Camiseta Pumas de Marcelo Díaz                                               | $ 750 000    |
| Camiseta selección chilena de Mauricio Isla                                  | $ 550 000    |
| Camiseta Universidad Católica de Cristopher Toselli                          | $ 500 000    |
| Camiseta Audax Italiano 2018                                                 | $ 300 000    |
| Polera del Equipo Deportivo Wanderers                                        | $ 200 000    |
| Camiseta del Club Deportivo Temuco                                           | $ 350 000    |
| Camiseta de Everton de Viña del Mar                                          | $ 400 000    |
| Camiseta del Club Universidad de Chile de Marcelo Salas                      | $ 600 000    |
| Camiseta del Equipo Deportivo Colo-Colo                                      | $ 1 100 000  |
| Guitarra autografiada de Pablo Alborán                                       | $ 1 350 000  |
| Zapatos de fútbol de Matías Fernández                                        | $ 550 000    |
| Camiseta del Equipo Atlético Madrid de Antoine Griezmann                     | $ 2 050 000  |
| Camiseta de Fenerbahçe de Mauricio Isla                                      | $ 600 000    |
| Camiseta del Club Universidad de Chile de Nicolás Guerra                     | $ 550 000    |
| Camiseta del Equipo Deportivo Colo-Colo                                      | $ 1 150 000  |
| Camiseta del Equipo Coquimbo Unido                                           | $250 000     |
| Camiseta del Equipo Beşiktaş Jimnastik Kulübü de Gary Medel                  | $ 750 000    |
| Camiseta del Club Deportivo Palestino                                        | $ 500 000    |
| Camiseta de la Unión Española de Gustavo Canales                             | $ 500 000    |
| Camiseta del Club Universidad de Chile de Milovan Mirosevic                  | $ 700 000    |
| Camiseta del Manchester City de Claudio Bravo                                | $ 750 000    |
| Camiseta de la selección chilena de Claudio Bravo                            | $ 400 000    |
| Camiseta de la Club Universidad de Chile de Mauricio Pinilla                 | $ 550 000    |
| Polera autografiadas por los tenistas Nicolás Massu y Fernando González      | $ 650 000    |
| Guantes de Claudio Bravo                                                     | $ 650 000    |
| Camiseta del Club Deportivo Huachipato de Yeferson Soteldo                   | $ 300 000    |
| Camiseta de la Club Universidad de Chile de Yerko Leiva                      | $ 550 000    |
| Polera de la FIFA 2017 autografiada por Eduardo Vargas                       | $ 400 000    |
| Videojuego FIFA 18 autografiado por Eduardo Vargas                           | $ 200 000    |
| Robot Sphero R2-D2 autografiada por los miembros de la Mesa Digital          | $ 400 000    |
| Consola Super Nintendo Mini autografiada por los miembros de la Mesa Digital | $ 1 000      |
| Camiseta firmada por los Miembros de la Selección de fútbol de Chile         | $ 350 000    |
| Camiseta del Arsenal de Alexis Sánchez                                       | $ 1 150 000  |
| Camiseta del Bayern Munich de Arturo Vidal                                   | $ 1 150 000  |
| Reproductor Roku autografiado por los miembros de la Mesa Digital            | $ 300 000    |
| Libro de la Luz de Ricardo Arjona                                            | $ 1 350 000  |
| Máquina de palomitas autografiada por Ricardo Arjona                         | $ 950 000    |
| Cuadro "El Viaje" con libro autografiado                                     | $ 500 000    |
| Camiseta del Necaxa de Matías Fernández                                      | $ 550 000    |
| Perfume de Antonio Banderas autografiado                                     | $ 300 000    |
| Camiseta del Club de Deportes Puerto Montt                                   | $ 375 000    |
| Total aporte de subastas                                                     | $ 30 925 000 |

## Reacciones
Debido al éxito de la campaña, la directora ejecutiva de Teletón Ximena Casarejos, junto con valorar los resultados obtenidos en la cruzada solidaria, confirmó que la campaña se realizará todos los años, independiente a que en paralelo se realicen elecciones presidenciales.

«El crecimiento nuestro no nos permite parar ningún año. De aquí en más, cada vez que hayan elecciones presidenciales nosotros vamos a seguir haciendo Teletón».
Ximena Casarejos.